# Zaruțke, Hluhiv
Zaruțke (în ucraineană Заруцьке) este un sat în comuna Bilokopîtove din raionul Hluhiv, regiunea Sumî, Ucraina.

## Demografie
Componența lingvistică a localității Zaruțke
     Ucraineană (96,9%)
     Rusă (3,1%)
Conform recensământului din 2001, majoritatea populației localității Zaruțke era vorbitoare de ucraineană (96,9%), existând în minoritate și vorbitori de rusă (3,1%).